# Football Club Casale 2019-2020
Questa voce raccoglie le informazioni riguardanti il Football Club Casale Associazione Sportiva Dilettantistica nelle competizioni ufficiali della stagione 2019-2020.

## Divise e sponsor
Il fornitore tecnico per la stagione 2019-2020 è Erreà, mentre lo sponsor di maglia è Energica.
| 1ª divisa | 2ª divisa |

## Rosa
| N. |                    | Ruolo | Calciatore        |
| -- | ------------------ | ----- | ----------------- |
|    | Italia (bandiera)  | P     | Lorenzo Rovei     |
|    | Italia (bandiera)  | P     | Alessio Scatolini |
|    | Italia (bandiera)  | P     | Valeriu Tarlev    |
|    | Italia (bandiera)  | D     | Nicolò Bettella   |
|    | Italia (bandiera)  | D     | Filippo Bianco    |
|    | Albania (bandiera) | D     | Mikael Bytyci     |
|    | Italia (bandiera)  | D     | Nicola Cintoi     |
|    | Italia (bandiera)  | D     | Eros Fabbri       |
|    | Italia (bandiera)  | D     | Federico Fontana  |
|    | Italia (bandiera)  | D     | Antonio Pinto     |
|    | Italia (bandiera)  | D     | Andrea Pisanello  |
|    | Italia (bandiera)  | D     | Francesco Todisco |
|    | Italia (bandiera)  | D     | Mattia Villanova  |
|    | Italia (bandiera)  | C     | Lorenzo Brugni    |
|    | Italia (bandiera)  | C     | Angelo Buglio     |
|    | Italia (bandiera)  | C     | Lorenzo Coccolo   |
|    | Italia (bandiera)  | C     | Marco Di Lernia   |

| N. |                    | Ruolo | Calciatore           |
| -- | ------------------ | ----- | -------------------- |
|    | Italia (bandiera)  | C     | Umberto Miello       |
|    | Italia (bandiera)  | C     | Claudio Poesio       |
|    | Italia (bandiera)  | C     | Alessandro Provera   |
|    | Marocco (bandiera) | C     | Yassine Sadouk       |
|    | Italia (bandiera)  | C     | Giacomo Vecchierelli |
|    | Italia (bandiera)  | A     | Roberto Cappai       |
|    | Italia (bandiera)  | A     | Luca Di Renzo        |
|    | Marocco (bandiera) | A     | Mustafa El Khayari   |
|    | Italia (bandiera)  | A     | Davide Lamesta       |
|    | Italia (bandiera)  | A     | Leonardo Lanza       |
|    | Italia (bandiera)  | A     | Denis Mair           |
|    | Italia (bandiera)  | A     | Mirko Mazzucco       |
|    | Albania (bandiera) | A     | Ardit Mullici        |
|    | Italia (bandiera)  | A     | Nicolò Petrillo      |
|    | Italia (bandiera)  | A     | Mirko Mazzucco       |
|    | Senegal (bandiera) | A     | Malick Sall          |

## Calciomercato

### Sessione estiva (dall'1/7 al 2/9)
| Acquisti | Acquisti            | Acquisti          | Acquisti      |
| R.       | Nome                | da                | Modalità      |
| -------- | ------------------- | ----------------- | ------------- |
| P        | Lorenzo Rovei       | Pro Vercelli      | svincolato    |
| P        | Alessio Scatolini   | Alessandria       | definitivo    |
| D        | Alessandro Battista | Ferrera Erbognone | fine prestito |
| D        | Nicolò Bettella     | Genoa             | prestito      |
| D        | Filippo Bianco      | Folgore Caratese  | svincolato    |
| D        | Mikael Bytyci       | LG Trino          | fine prestito |
| D        | Luca Martinetti     | Santostefanese    | fine prestito |
| D        | Alessandro Tambussi | Ferrera Erbognone | svincolato    |
| C        | Andrea Birolo       | LG Trino          | fine prestito |
| C        | Lorenzo Brugni      | Alessandria       | svincolato    |
| C        | Marco Di Lernia     | Chieri            | definitivo    |
| C        | Cesare Fiore        | Vigevano          | fine prestito |
| C        | Umberto Miello      | Ligorna           | svincolato    |
| C        | Claudio Poesio      | Folgore Caratese  | svincolato    |
| C        | Lorenzo Zaia        | Pontestura        | fine prestito |
| A        | Davide Lamesta      | Piacenza          | prestito      |
| A        | Ardit Mullici       | Ferrera Erbognone | fine prestito |
| A        | Seydou Sow          | Arconatese        | svincolato    |
| A        | Matteo Valenti      |                   | svincolato    |

| Cessioni | Cessioni            | Cessioni            | Cessioni      |
| R.       | Nome                | a                   | Modalità      |
| -------- | ------------------- | ------------------- | ------------- |
| P        | Patrik Consol       |                     | svincolato    |
| P        | Andrea Fontana      |                     | svincolato    |
| P        | Adams Nikoci        | Stay O' Party       | definitivo    |
| D        | Alessandro Battista | PDHAE               | prestito      |
| D        | Samuele Bettoni     | Pro Sesto           | svincolato    |
| D        | Matteo Di Giovanni  | Novara              | fine prestito |
| D        | Luca Martinetti     |                     | svincolato    |
| D        | Oussama M'Hamsi     | Alessandria         | fine prestito |
| D        | Lorenzo Tambussi    | Vogherese           | prestito      |
| C        | Andrea Birolo       | LG Trino            | prestito      |
| C        | Andrea Cardini      |                     | svincolato    |
| C        | Cesare Fiore        | Derthona            | prestito      |
| C        | Stefano Marinai     |                     | svincolato    |
| C        | Davide Osellame     | Stay O' Party       | prestito      |
| C        | Yassine Sadouk      | Pro Vercelli        | fine prestito |
| C        | Lorenzo Simone      | Castellazzo Bormida | svincolato    |
| C        | Lorenzo Zaia        | Pontestura          | prestito      |
| A        | Manuel Pavesi       | Legnano             | svincolato    |
| A        | Seydou Sow          | Sliema Wanderers    | svincolato    |
| A        | Matteo Valenti      |                     | svincolato    |

### Operazioni successive alla sessione estiva
| Acquisti | Acquisti   | Acquisti | Acquisti   |
| R.       | Nome       | da       | Modalità   |
| -------- | ---------- | -------- | ---------- |
| A        | Denis Mair |          | svincolato |

| Cessioni | Cessioni | Cessioni | Cessioni |
| R.       | Nome     | a        | Modalità |
| -------- | -------- | -------- | -------- |

### Sessione di dicembre(dall'2/12 al 23/12)
| Acquisti | Acquisti            | Acquisti  | Acquisti      |
| R.       | Nome                | da        | Modalità      |
| -------- | ------------------- | --------- | ------------- |
| D        | Alessandro Battista | PDHAE     | fine prestito |
| C        | Yassine Sadouk      | Verbania  | definitivo    |
| A        | Luca Di Renzo       | Pro Sesto | definitivo    |

| Cessioni | Cessioni            | Cessioni       | Cessioni   |
| R.       | Nome                | a              | Modalità   |
| -------- | ------------------- | -------------- | ---------- |
| P        | Alessio Scatolini   | Lavagnese      | definitivo |
| D        | Alessandro Battista | LG Trino       | prestito   |
| C        | Umberto Miello      | Borgaro        | svincolato |
| A        | Denis Mair          | NibionnOggiono | definitivo |

### Sessione invernale(dal 2/1 al 31/1)
| Acquisti | Acquisti           | Acquisti              | Acquisti   |
| R.       | Nome               | da                    | Modalità   |
| -------- | ------------------ | --------------------- | ---------- |
| D        | Andrea Pisanello   | Pro Vercelli          | prestito   |
| A        | Mustafa El Khayari | Atletico Terme Fiuggi | svincolato |

| Cessioni | Cessioni | Cessioni | Cessioni |
| R.       | Nome     | a        | Modalità |
| -------- | -------- | -------- | -------- |

## Risultati

### Serie D

#### Girone di andata
| Arbitro: | De Angeli (Milano) |

|            |           |  |
| Diallo 70’ | Marcatori |  |

| Casale Monferrato 8 settembre 2019, ore 15:00 CEST 2ª giornata | Casale          | 0 – 0 | Lavagnese | Stadio Natale Palli\| Arbitro: \| Marra (Mantova) \| |
| Arbitro:                                                       | Marra (Mantova) |       |           |                                                      |

| Arbitro: | Maccarini (Arezzo) |

|                                |           |                  |
| Todisco 26’ (aut.) Fossati 27’ | Marcatori | 18’, 21’ Coccolo |

| Arbitro: | Iacobellis (Pisa) |

|                  |           |  |
| Buglio 2’ (rig.) | Marcatori |  |

| Arbitro: | Zambetti (Lovere) |

|                               |           |  |
| Muzzi 59’ (rig.) Matera 90+2’ | Marcatori |  |

| Arbitro: | D'Eusanio (Faenza) |

|                            |           |             |
| Buglio 19’ (rig.) Mair 75’ | Marcatori | 31’ Vignali |

| Arbitro: | Robilotta (Sala Consilina) |

|                         |           |                                               |
| Lucatti 52’ Solinas 62’ | Marcatori | 50’ (rig.) Di Lernia 55’ Mullici 90+3’ Poesio |

| Arbitro: | Bozzetto (Bergamo) |

|                      |           |              |
| Di Lernia 56’ (rig.) | Marcatori | 44’ Di Paola |

| Arbitro: | Perri (Roma 1) |

|                           |           |             |
| Di Lernia 18’, 52’ (rig.) | Marcatori | 82’ Colombi |

| Arbitro: | Mirabella (Napoli) |

|                     |           |                                |
| Melandri 48’ (rig.) | Marcatori | 17’, 80’ Coccolo 25’ Di Lernia |

| Casale Monferrato 10 novembre 2019, ore 14:30 CET 11ª giornata | Casale             | 0 – 0 | Savona | Stadio Natale Palli\| Arbitro: \| Iannello (Messina) \| |
| Arbitro:                                                       | Iannello (Messina) |       |        |                                                         |

| Arbitro: | Mallardi (Bari) |

|           |           |                      |
| Gulli 39’ | Marcatori | 34’ (rig.) Di Lernia |

| Arbitro: | Calzavara (Varese) |

|             |           |              |
| Coccolo 57’ | Marcatori | 33’ Cristini |

| Arbitro: | Taricone (Perugia) |

|                        |           |  |
| Gentili 43’ Fofana 54’ | Marcatori |  |

| Arbitro: | Mori (La Spezia) |

|                                                 |           |                |
| Coccolo 32’ Di Renzo 54’ (rig.), 63’ Buglio 90’ | Marcatori | 34’ Maccabruni |

| Arbitro: | Barbiero (Campobasso) |

|                                        |           |                                     |
| Sorrentino 11’ Corno 57’ Cosentino 67’ | Marcatori | 47’ Poesio 52’ Coccolo 65’ Di Renzo |

| Arbitro: | Pezzopane (L'Aquila) |

|                                       |           |                |
| Di Lernia 23’ Di Renzo 75’ Cappai 88’ | Marcatori | 80’ Pedrabissi |

#### Girone di ritorno
| Arbitro: | Luongo (Napoli) |

|                                               |           |                |
| Poesio 35’, 75’ Di Renzo 63’ El Khayari 90+5’ | Marcatori | 59’, 61’ Baudi |

| Arbitro: | Marchioni (Rieti) |

|               |           |  |
| Cantatore 85’ | Marcatori |  |

| Arbitro: | Mozzo (Padova) |

|                          |           |  |
| Di Lernia 9’ Coccolo 12’ | Marcatori |  |

| Arbitro: | Catanzaro (Catanzaro) |

|                         |           |                                   |
| Casolla 69’, 77’ (rig.) | Marcatori | 23’ Coccolo 40’ Poesio 58’ Cintoi |

| Arbitro: | Monesi (Crotone) |

|              |           |            |
| Di Renzo 48’ | Marcatori | 73’ Ravasi |

| Arbitro: | Gemelli (Messina) |

|                     |           |                     |
| Iadaresta 6’ (rig.) | Marcatori | 90+3’ (aut.) Papini |

| Arbitro: | Gavini (Aprilia) |

|                                |           |           |
| Di Lernia 28’, 59’ Lamesta 73’ | Marcatori | 40’ Fomov |

| Forte dei Marmi 23 febbraio 2020, ore 14:30 CET 25ª giornata | Real Forte Querceta | 0 – 0 | Casale | Stadio Necchi Balloni\| Arbitro: \| Cannata (Faenza) \| |
| Arbitro:                                                     | Cannata (Faenza)    |       |        |                                                         |

| Sanremo 1º marzo 2020 26ª giornata | Sanremese | – (annullata) | Casale | Stadio comunale |

| Casale Monferrato 8 marzo 2020 27ª giornata | Casale | – (annullata) | Chieri | Stadio Natale Palli |

| Savona 22 marzo 2020 28ª giornata | Savona | – (annullata) | Casale | Stadio Valerio Bacigalupo |

| Casale Monferrato 29 marzo 2020 29ª giornata | Casale | – (annullata) | Ligorna | Stadio Natale Palli |

| Fossano 5 aprile 2020 30ª giornata | Fossano | – (annullata) | Casale | Stadio Angelo Pochissimo |

| Casale Monferrato 9 aprile 2020 31ª giornata | Casale | – (annullata) | Prato | Stadio Natale Palli |

| Seravezza 19 aprile 2020 32ª giornata | Seravezza | – (annullata) | Casale | Stadio Buon Riposo |

| Casale Monferrato 26 aprile 2020 33ª giornata | Casale | – (annullata) | Caronnese | Stadio Natale Palli |

| Verbania 3 maggio 2020 34ª giornata | Verbania | – (annullata) | Casale | Stadio Carlo Pedroli |

### Coppa Italia Serie D
| Arbitro: | Papale (Torino) |

|                                              |                      |                                                                |
| Cappai Poesio Cintoi Villanova Todisco Lanza | Tiri di rigore 5 – 4 | Tampellini Cirigliano Ferrandino Saltarelli Mancuso Iannaccone |

| Arbitro: | Baratta (Rossano) |

|                                                              |           |               |
| Fortunato 27’ (rig.), 39’ (rig.) Mantegazza 43’ Blazevic 45’ | Marcatori | 10’ Villanova |

## Statistiche

### Statistiche di squadra
| Competizione         | M.Pt | Punti | In casa | In casa | In casa | In casa | In casa | In casa | In trasferta | In trasferta | In trasferta | In trasferta | In trasferta | In trasferta | Totale | Totale | Totale | Totale | Totale | Totale | D.R. |
| Competizione         | M.Pt | Punti | G       | V       | N       | P       | Gf      | Gs      | G            | V            | N            | P            | Gf           | Gs           | G      | V      | N      | P      | Gf     | Gs     | D.R. |
| -------------------- | ---- | ----- | ------- | ------- | ------- | ------- | ------- | ------- | ------------ | ------------ | ------------ | ------------ | ------------ | ------------ | ------ | ------ | ------ | ------ | ------ | ------ | ---- |
| Serie D              | 1,72 | 43    | 13      | 8       | 5       | 0       | 24      | 10      | 12           | 3            | 5            | 4            | 16           | 18           | 25     | 11     | 10     | 4      | 40     | 28     | +12  |
| Coppa Italia Serie D | -    | -     | 1       | 0       | 1       | 0       | 0       | 0       | 1            | 0            | 0            | 1            | 1            | 4            | 2      | 0      | 1      | 1      | 1      | 4      | -3   |
| Totale               | 1,72 | 43    | 14      | 8       | 6       | 0       | 24      | 10      | 13           | 3            | 5            | 5            | 17           | 22           | 27     | 11     | 11     | 5      | 41     | 32     | +9   |

### Andamento in campionato
| Giornata  | 1  | 2  | 3  | 4  | 5  | 6  | 7 | 8 | 9 | 10 | 11 | 12 | 13 | 14 | 15 | 16 | 17 | 18 | 19 | 20 | 21 | 22 | 23 | 24 | 25 | 26 | 27 | 28 | 29 | 30 | 31 | 32 | 33 | 34 |
| --------- | -- | -- | -- | -- | -- | -- | - | - | - | -- | -- | -- | -- | -- | -- | -- | -- | -- | -- | -- | -- | -- | -- | -- | -- | -- | -- | -- | -- | -- | -- | -- | -- | -- |
| Luogo     | T  | C  | T  | C  | T  | C  | T | C | C | T  | C  | T  | C  | T  | C  | T  | C  | C  | T  | C  | T  | C  | T  | C  | T  | T  | C  | T  | C  | T  | C  | T  | C  | T  |
| Risultato | P  | N  | N  | V  | P  | V  | V | N | V | V  | N  | N  | N  | P  | V  | N  | V  | V  | P  | V  | V  | N  | N  | V  | N  | –  | –  | –  | –  | –  | –  | –  | –  | –  |
| Posizione | 16 | 15 | 15 | 10 | 12 | 11 | 8 | 7 | 4 | 2  | 2  | 5  | 7  | 8  | 6  | 6  | 5  | 4  | 4  | 4  | 3  | 3  | 4  | 4  | 4  | –  | –  | –  | –  | –  | –  | –  | –  | –  |

Legenda:

Luogo: C = Casa; T = Trasferta. Risultato: V = Vittoria; N = Pareggio; P = Sconfitta.